# Marianne Ravenstein

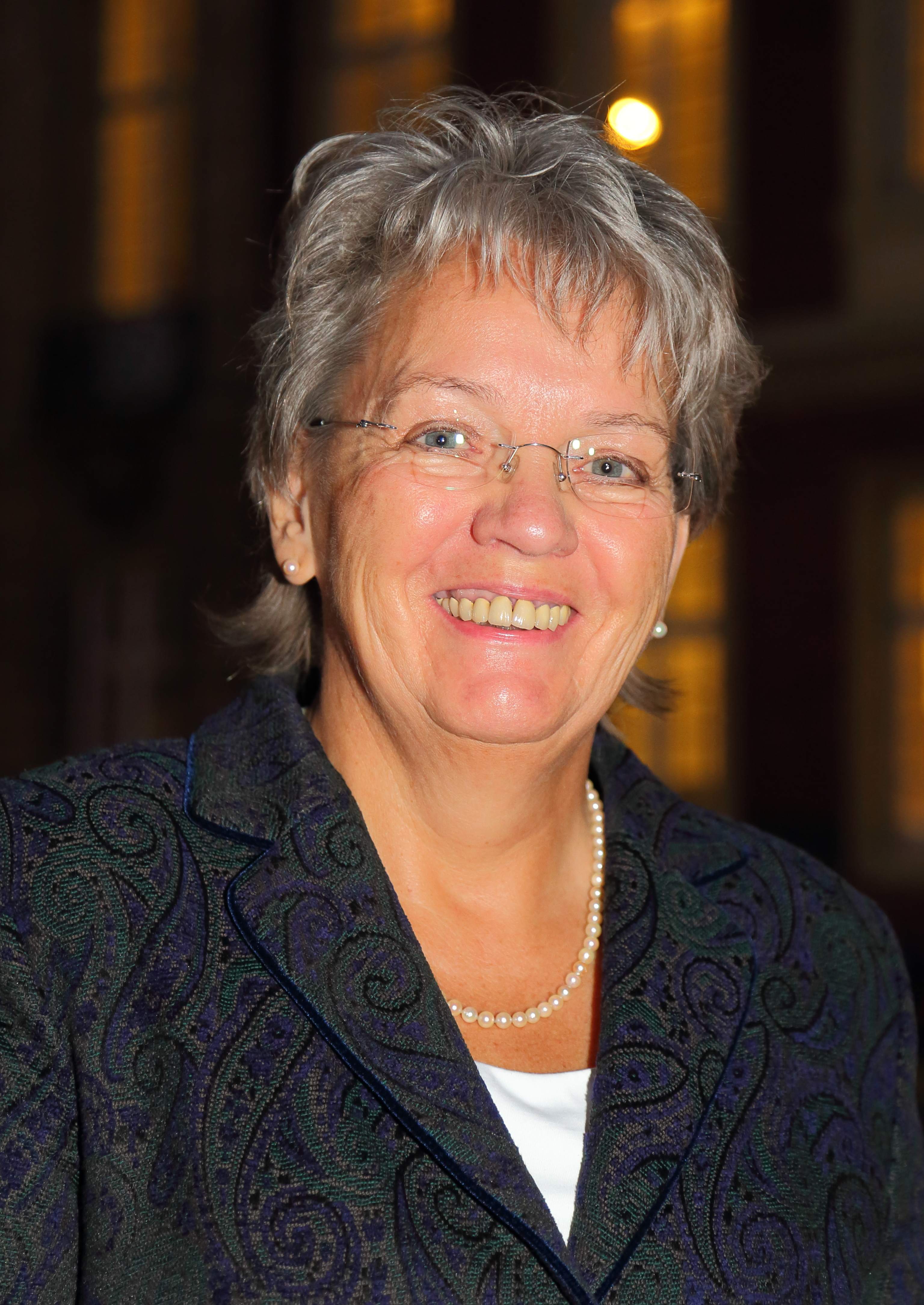
Marianne Ravenstein (2016)

Marianne Ravenstein (* 31. Januar 1957 in Kerpen; † 26. Oktober 2024) war eine deutsche Kommunikationswissenschaftlerin. An der Westfälischen Wilhelms-Universität Münster war sie unter anderem als Studienberaterin, Gleichstellungsbeauftragte und bis Februar 2018 als Prorektorin für Lehre und studentische Angelegenheiten tätig. 2018 wurde sie in den Ruhestand verabschiedet.

## Karriere
Marianne Ravenstein studierte von 1977 bis 1986 Publizistik, Kommunikationswissenschaft, Soziologie und Geschichte an der Ludwig-Maximilians-Universität München und an der Westfälischen Wilhelms-Universität Münster. Sie schloss das Studium mit der Promotion zum Thema Modellversuch Kabelkommunikation: Problemanalyse zum 1. Kabelpilotprojekt Ludwigshafen/Vorderpfalz an der Universität Münster 1986 ab. Dort begann sie 1989 ihre Tätigkeit als wissenschaftliche Mitarbeiterin und war von 2001 bis 2012 Akademische Direktorin am Institut für Kommunikationswissenschaft dieser Universität. Von 1999 bis 2006 amtierte sie zudem als Frauenbeauftragte dieser Universität. Von 2012 bis Februar 2018 war sie hauptamtliche Prorektorin für Lehre und studentische Angelegenheiten bzw. (nach Umbenennung 2016) für Studium und Lehre. 2018 wurde sie in den Ruhestand verabschiedet.